# ستانكو يوريتش
ستانكو يوريتش هو لاعب كرة قدم كرواتي في مركز الوسط، ولد في 16 أغسطس 1996 في سبليت في كرواتيا. لعب مع هايدوك سبليت.

## وصلات خارجية
- ستانكو يوريتش على موقع قاعدة بيانات كرة القدم.إي يو (الإنجليزية)
- ستانكو يوريتش على موقع Soccerway.com (الإنجليزية)
- ستانكو يوريتش على موقع عالم كرة القدم.نت (الإنجليزية)